# Art Acord
Art Acord, egentligen Arthemus Ward Acord, född 17 april 1890 i Glenwood, Sevier County, Utah, död 4 januari 1931 i Chihuahua, Mexiko, var en amerikansk stumfilmsskådespelare. Han spelade ofta rollen av Buck Parvin, med början i filmen Man-Afraid-of-His-Wardrobe.

## Filmografi i urval
- 1910 – The Two Brothers
- 1911 - Custer's Last Stand
- 1914 – The Squaw Man
- 1915 - When the Fiddler Came to Big Horn
- 1915 - The Cowboy's Sweetheart
- 1915 - Man-Afraid-of-His-Wardrobe
- 1917 – Cleopatra
- 1928 - Two-Gun O'Brien
- 1928 - The Arizona Kid
- 1929 - The White Outlaw
- 1929 - Fighters of the Saddle